# Riccò del Golfo di Spezia
Pour les articles homonymes, voir Spezia et Riccò.
Riccò del Golfo di Spezia est une commune de la province de La Spezia, dans la région Ligurie, en Italie.

## Administration
| Période                                  | Période | Identité | Étiquette | Qualité |
| ---------------------------------------- | ------- | -------- | --------- | ------- |
|                                          |         |          |           |         |
| Les données manquantes sont à compléter. |         |          |           |         |

### Hameaux
San Benedetto, Porcale, Quaratica, Valdipino, Casella, Ponzò, Bovecchio, Falabiana, Camedone, Piandibarca, Castè.

### Communes limitrophes
Beverino, Follo, La Spezia, Riomaggiore, Vernazza.